# Tennis Team Fyn
Tennis Team Fyn (TTF) er et juniorelitesamarbejde med hovedsæde i Odense startet op af Tennis Club Odense (tidligere OB Tennis), Fruens Bøge Tennisklub og Fyns Tennis Union (FTU) med det formål at sikre de unge fynske tennistalenter bedre vilkår. 
De bedste fynske juniortalenter træner sammen én eller flere gange om ugen samtidig med de passer deres træning i deres respektive klubber. Træningen varetages af Frank Petersen.